# Circuit des régions flamandes des indépendants
Ne doit pas être confondu avec Circuit des régions flamandes, Circuit Het Volk, Tour de Belgique indépendants, Tour des Flandres ou À travers les Flandres.
Le Circuit des régions flamandes des indépendants est une ancienne course cycliste belge, 
disputée de 1933 à 1965.

## Palmarès
| Année | Vainqueur            | Deuxième               | Troisième                |
| ----- | -------------------- | ---------------------- | ------------------------ |
| 1933  | Michel D'Hooghe      | Cyrille Vandenberghe   | Alphonse Rombouts        |
| 1935  | Charles Vandenbalck  | Guillaume Vrijdags     | Karel Tersago            |
| 1936  | Rémy van de Meersche | Piet van Nek           | Adelin Van Simaeys       |
| 1937  | Frans Simaer         | Frans De Weerdt        | Robert Van Eenaeme       |
| 1938  | Achiel Buysse        | René van Hove          | Gustaaf Van Cauwenberghe |
| 1939  | Frans Van Hellemont  | Labours (Hoegaarden)   | Frans Ryckers            |
| 1945  | Lodewijk Prairie     | Alfons Wouters         | Jozef Van Der Helst      |
| 1946  | Raymond Impanis      | Lucien Mathys          | René Desmet              |
| 1947  | Gustaaf Speeckaert   | Leopold Verschueren    | Daniel Taillieu          |
| 1948  | Gustaaf Speeckaert   | Roger Van Remoortel    | Marcel Denève            |
| 1949  | Roger Decock         | Roger Van Remoortel    | Victor Jacobs            |
| 1950  | Lucien De Poorter    | Maurice Minne          | Maurice Joye             |
| 1951  | Frans De Prycker     | Maurice Minne          | Gilbert Vermote          |
| 1952  | Jan De Valck         | Henri Denys            | Omer van der Voorden     |
| 1953  | Marcel Janssens      | Julien Cools           | Gerard Deborre           |
| 1954  | Roger Batslé         | Alfons Voordeckers     | Roger Rosselle           |
| 1955  | Victor Wartel        | Norbert Van Tieghem    | Piet Maas                |
| 1956  | Francis Kemplaire    | Julien Schepens        | Norbert Van Tieghem      |
| 1957  | René Muylle          | Léopold Rosseel        | Werner Nolf              |
| 1958  | Roger Hendryckx      | Marcel Ongenae         | Louis De Brabanter       |
| 1959  | Clément Roman        | Raymond Coekaerts      | Hugo Verlinden           |
| 1960  | Gilbert Maes         | Etienne Vercauteren    | Willy Bocklant           |
| 1961  | Joseph Wouters       | Albert Covens          | Emiel Lambrecht          |
| 1962  | Walter Boucquet      | Roger Baguet           | Roland Aper              |
| 1963  | René Heuvelmans      | Julien Gaelens         | Theo Mertens             |
| 1964  | Noël De Pauw         | Guido Reybrouck        | Willy Van den Eynde      |
| 1965  | Mathieu Maes         | Albert Van Vlierberghe | Daniel Salmon            |